# La Motte-d’Aveillans
La Motte-d’Aveillans ist eine französische Gemeinde mit 1.727 Einwohnern (Stand: 1. Januar 2022) im Département Isère in der Region Auvergne-Rhône-Alpes. Sie gehört zum Arrondissement Grenoble und zum Kanton Matheysine-Trièves.

## Geographie
Die Gemeinde La Motte-d’Aveillans liegt in den Westalpen zwischen den Massiven von Oisans und Vercors im Einzugsgebiet des Flusses Drac, etwa 28 Kilometer südlich von Grenoble. Umgeben wird La Motte-d’Aveillans von den Nachbargemeinden Notre-Dame-de-Vaulx im Norden, Saint-Théoffrey im Nordosten, Pierre-Châtel im Osten, Susville im Osten und Südosten, Prunières im Süden und Südosten sowie La Motte-Saint-Martin im Westen. Im äußersten Südzipfel des Gemeindegebietes erreicht der Gipfel des Sommet du Serre de l'Horizon 1617 m über dem Meer.

## Bevölkerungsentwicklung
| Jahr                       | 1962 | 1968 | 1975 | 1982 | 1990 | 1999 | 2011 | 2021 |
| -------------------------- | ---- | ---- | ---- | ---- | ---- | ---- | ---- | ---- |
| Einwohner                  | 2821 | 2410 | 1778 | 1677 | 1591 | 1523 | 1778 | 1717 |
| Quellen: Cassini und INSEE |      |      |      |      |      |      |      |      |

## Sehenswürdigkeiten
- Kirche Saint-Pierre, erbaut Anfang des 19. Jahrhunderts
- Ruinen einer früheren Wassermühle

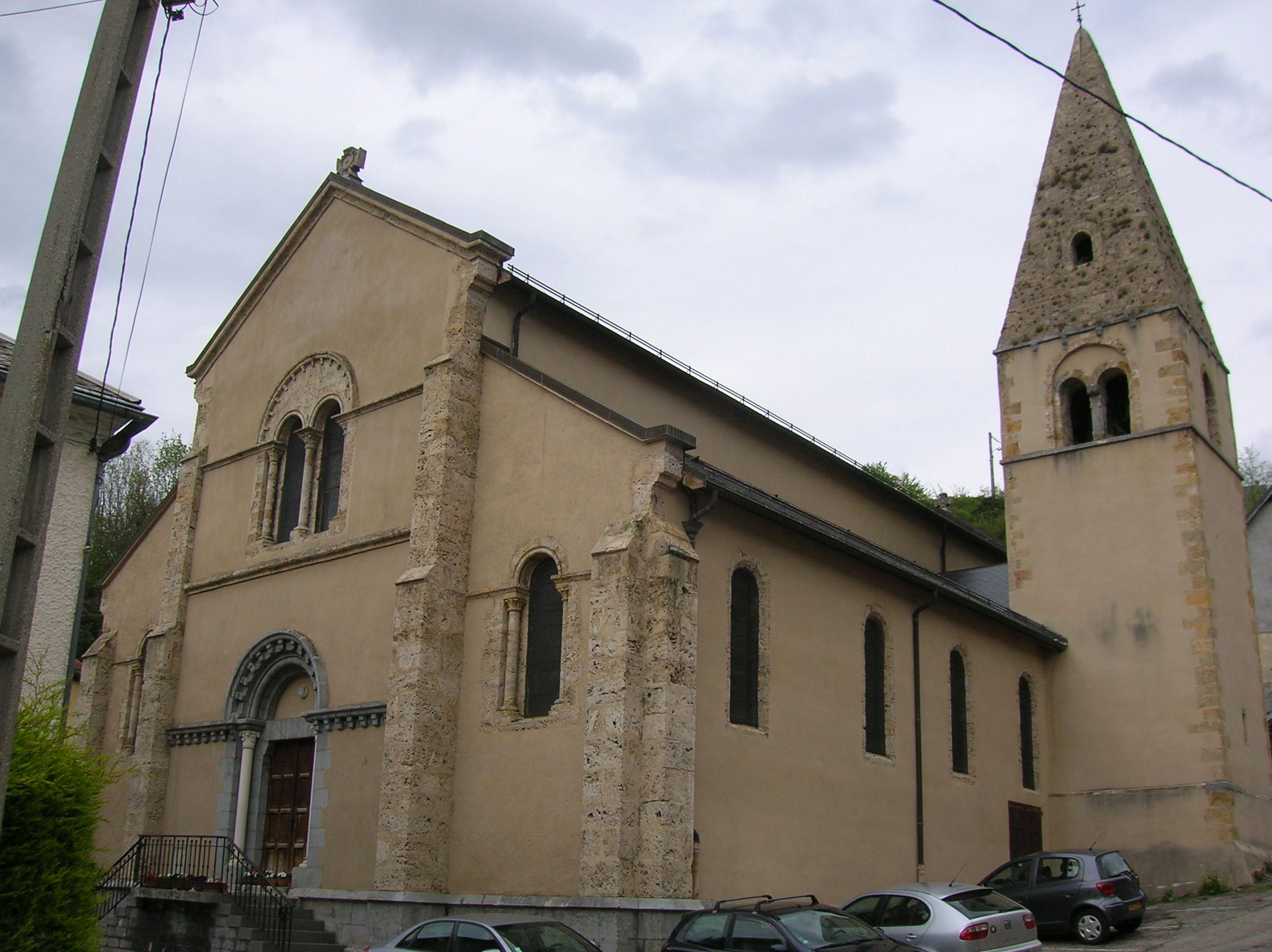
Kirche Saint-Pierre
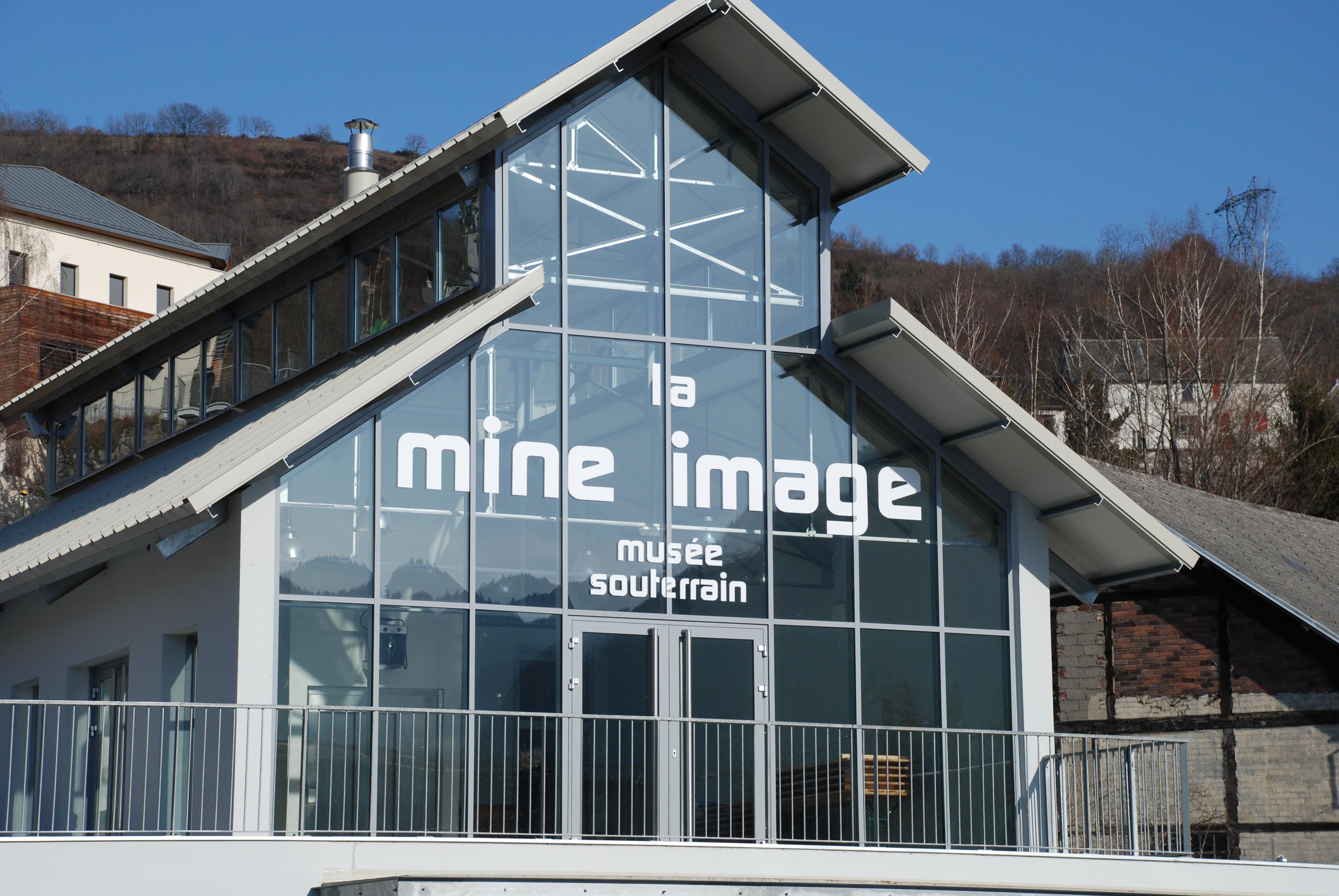
Untertage-Museum
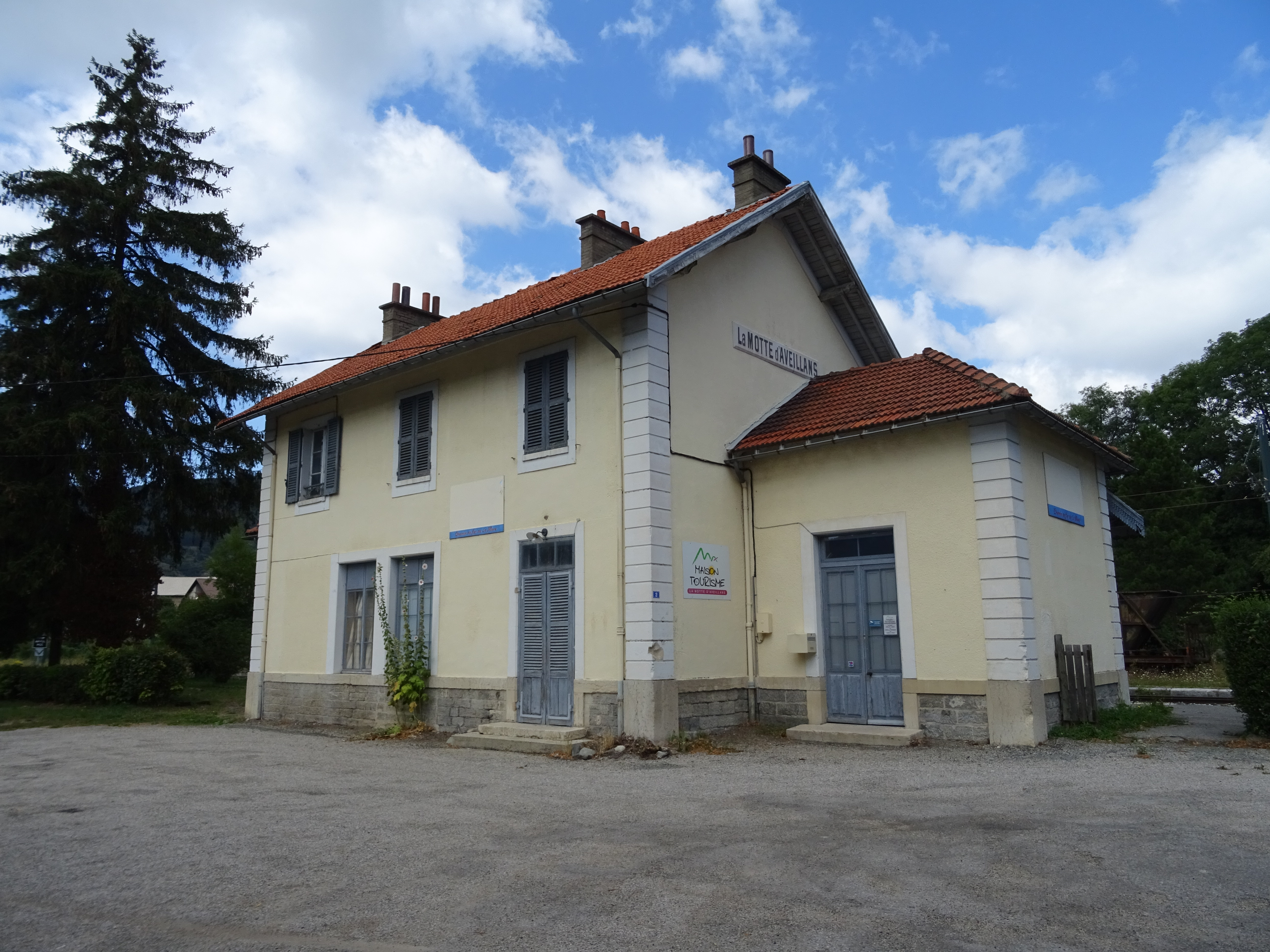
Bahnhof
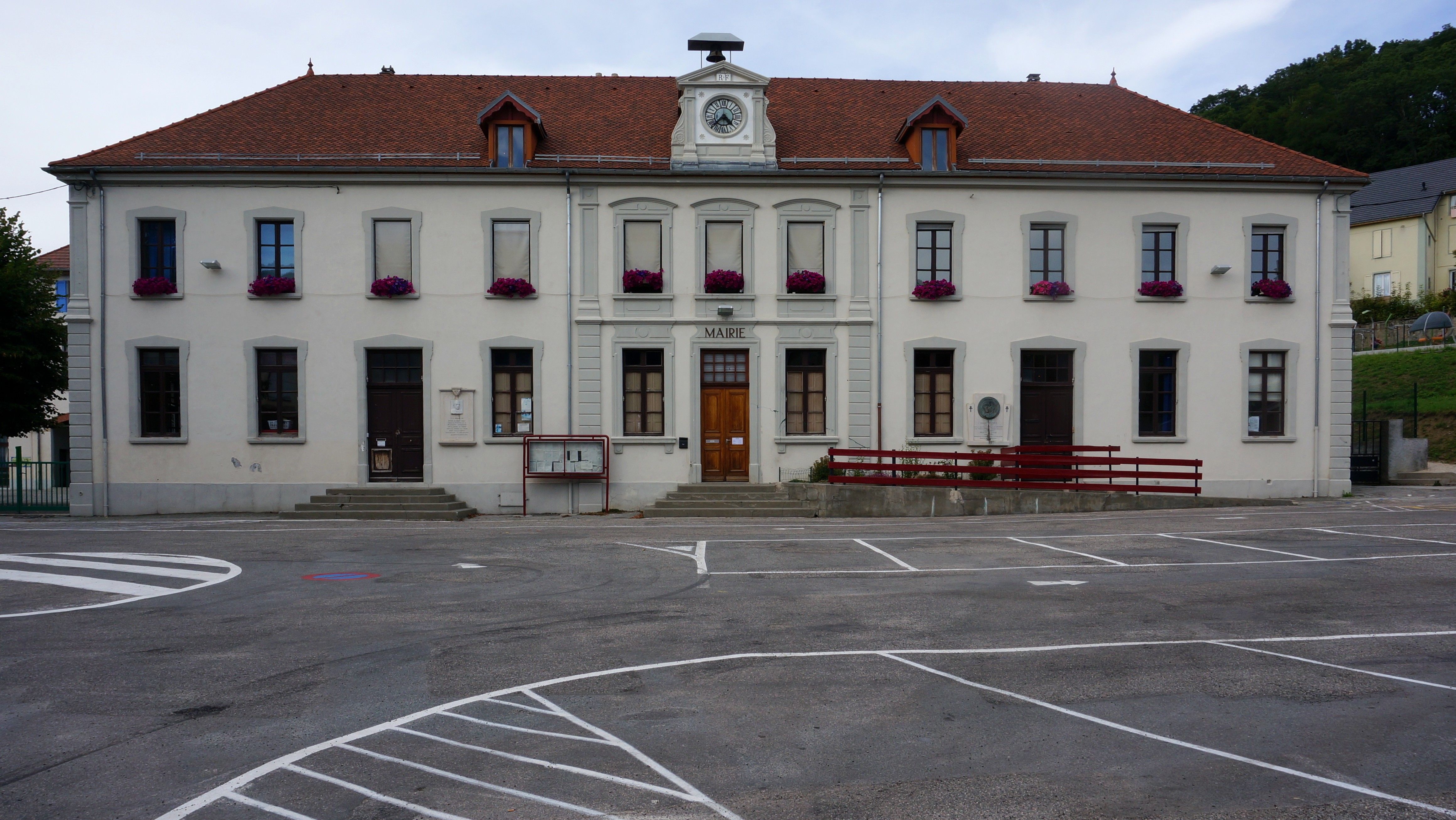
Rathaus (mairie)

## Verkehr
veillans hat einen Bahnhof an der Museumsbahn Chemin de fer de La Mure.